# チンチ (バンド)
チンチ（セルビア語:Чинч / Činč）は、セルビア出身のバンドである。

## メンバー
- ルカ・スタニサヴレヴィッチ (Luka Stanisavljević) — ベース、ギター、ボーカル、マトリクス・デコーダー
- ジョルジェ・イリッチ (Đorđe Ilić) — ギター、ボーカル、パーカッション
- イレーナ・ヴァニッチ (Irena Vanić) — ボーカル
- スルジャン・ストヤノヴィッチ (Srđan Stojanović) — ヴァイオリン、ボーカル

## ディスコグラフィ

### アルバム
- Osečev sjaj (2001年、Škart、再発：2004年、Amorfon)
- Ponašanje (2003年、Templum、再発：2007年、Listen Loudest)
- Polyphonic Poetry (2006年、Amorfon)
- Kalendář (2011年、インディペンデント・ウェブ・リリース cincplug.com)

### 参加コンピレーション・アルバム
- Music for Baby (2004年、Amorfon)
- 11. bombardiranje Njujorka (2007年、Listen Loudest)
- Šta treba maloj deci (2007年、Kornet)